# Takashi Ishii
Takashi Ishii (石井隆, Ishii Takashi) (1 de juliol de 1946 - 22 de maig de 2022)era un director de cinema, guionista i artista de manga japonès. Va dirigir diverses pel·lícules eròtiques pinku eiga, però la seva funció més destacada va ser el thriller policial de 1995 Gonin protagonitzat per Takeshi Kitano.

## Filmografia
| Any  | Títol                                    | Director | Guionista | Notes                        |
| ---- | ---------------------------------------- | -------- | --------- | ---------------------------- |
| 1979 | Angel Guts: Red Classroom                | No       | Sí        | Dirigit per Chūsei Sone      |
| 1979 | Angel Guts: Nami                         | No       | Sí        | Dirigit per Noboru Tanaka    |
| 1981 | Angel Guts: Red Porno                    | No       | Sí        | Dirigit per Toshiharu Ikeda  |
| 1982 | Girl And The Wooden Horse Torture        | No       | Sí        | Dirigit per Fumihiko Katō    |
| 1984 | Rope Sisters: Strange Fruit              | No       | Sí        | Dirigit per Shun Nakahara    |
| 1984 | Rouge                                    | No       | Sí        | Dirigit per Hiroyuki Nasu    |
| 1985 | Love Hotel                               | No       | Sí        | Dirigit per Shinji Sōmai     |
| 1985 | Dream Crimes                             | No       | Sí        | Dirigit per Naosuke Kurosawa |
| 1985 | Scent of a Spell                         | No       | Sí        | Dirigit per Toshiharu Ikeda  |
| 1986 | Saya: Perspective in Love                | No       | Sí        | Dirigit per Seiji Wada       |
| 1987 | Angel Guts: Red Rope - "Until I Expire!" | No       | Sí        | Dirigit per Junichi Suzuki   |
| 1988 | Evil Dead Trap                           | No       | Sí        | Dirigit per Toshiharu Ikeda  |
| 1988 | Angel Guts: Red Vertigo                  | Sí       | Sí        |                              |
| 1991 | Goddamn!!                                | No       | Sí        | Dirigit per Futoshi Kamino   |
| 1991 | Orchids Under the Moon                   | Sí       | Sí        |                              |
| 1992 | Original Sin                             | Sí       | Sí        |                              |
| 1993 | A Night in Nude                          | Sí       | Sí        |                              |
| 1993 | Evil Dead Trap 3: Broken Love Killer     | No       | Sí        | Dirigit per Toshiharu Ikeda  |
| 1994 | Alone in the Night                       | Sí       | Sí        |                              |
| 1994 | Angel Guts: Red Lightning                | Sí       | Sí        |                              |
| 1995 | Gonin }                                  | Sí       | Sí        |                              |
| 1996 | Gonin 2                                  | Sí       | Sí        |                              |
| 1998 | Black Angel                              | Sí       | Sí        |                              |
| 1999 | Black Angel Vol. 2                       | Sí       | Sí        |                              |
| 2000 | Freeze Me                                | Sí       | Sí        |                              |
| 2004 | Flower and Snake                         | Sí       | Sí        |                              |
| 2005 | Flower and Snake 2                       | Sí       | Sí        |                              |
| 2007 | The Brutal Hopelessness of Love          | Sí       | Sí        |                              |
| 2010 | A Night in Nude: Salvation               | Sí       | Sí        |                              |
| 2013 | Hello, My Dolly Girlfriend               | Sí       | Sí        |                              |
| 2013 | Amai Muchi                               | Sí       | Sí        |                              |
| 2015 | Gonin Saga                               | Sí       | Sí        |                              |

## Treballs de manga
1975 Inka Jigoku
1977 Nami
1978 Tenshi no Harawata
1978 Akai Kyôshitsu
1979 Yokosuka Rock
1980 Illumination
1981 Python 357
1981 Onna no Machi
1982 Kuro no Tenshi
1982 Shôjo Nami
1984 Zôge no Akuma
1985 Ishii Takashi Jisen Gekigashuu
1987 Ai no Yukue
1987 Last Waltz
1987 Yoru ni Hôho Yose
1988 Akai Memai
1989 Ame Monogatari
1989 Tsuki Monogatari
1990 Maraque
1990 Akai Tôriame
1990 Akai Yoru
1991 Amai Yoru
1991 Yoru o Furuete
1993 Nami Returns
1998 Manjushaka
2000 Cantarella no Hako
2001 Nami in Blue